# ایمپنتامین
ایمپنتامین (به انگلیسی: Impentamine) با فرمول شیمیایی C8H15N3 یک ترکیب شیمیایی با شناسه پاب‌کم 9793868 است. که جرم مولی آن ۱۵۳٫۲۲۴۸ گرم بر مول می‌باشد. 